# Zvonek zelený
Zvonek zelený (Chloris chloris) je malý druh pěvce z čeledi pěnkavovitých (Fringillidae), který se vyskytuje v Evropě, severní Africe, a částečně i na Blízkém východě a ve střední Asii. V Česku se jedná o běžného, hojného ptáka. Jako nepůvodní druh je zastoupen i v několika dalších zemích, jako je Nový Zéland, Austrálie a Uruguay. Zvonek zelený má podsadité tělo, velkou hlavu a silný kuželovitý zobák. Samec je olivově zelený se žlutozeleným hrdlem a kostřecem a žlutým lemem na ručních letkách a na křidélku. Méně výrazná samice má převážně šedé opeření, na hřbetě s příměsí černé, na zbytku těla s množstvím zelené a žluté.
Létá ve vlnovkách. Živí se semeny různých druhů stromů, keřů, plevele a zemědělských plodin. Potravu si zpestřuje i dalšími rostlinnými částmi, výjimečně uloví i bezobratlé živočichy, kterými krmí mláďata. V zimě se často zdržuje v hejnech, často s jinými semenožravými ptáky, kteří se společně krmí na polích a zaplevelených plochách. Zvonek zelený dostal své druhové jméno podle nápadného zvonivého zpěvu, kterým se ozývá hlavně v době hnízdění. Ve středoevropských podmínkách hnízdí nejčastěji v dubnu a květnu, samice snáší 4–6 vajec, na kterých samice sedí 11–15 dní. Jedná se o málo dotčený druh se stabilní globální populací, avšak v řadě míst včetně Česka dochází populačnímu úbytku následkem trichomonózy, též zvané krmítková nákaza, protože k jejímu přenosu často dochází na krmítkách.

## Systematika
Zvonka zeleného poprvé popsal švédský přírodovědec Carl Linné v roce 1758 v 10. vydání Systema naturae pod názvem Loxia chloris. Druhové jméno chloris pochází z řeckého „khlóris“, které v překladu znamená „zelený“ nebo „nazelenalý“. Nejbližším příbuzným zvonka zeleného je zvonek čínský (C. sinica). K dalším blízkým příbuzným zvonka zeleného se řadí zvonek žlutoprsý (C. spinoides), černohlavý (C. ambigua) a vietnamský (C. monguilloti). Zvonek zelený je jediným českým druhem zvonka (resp. rodu Chloris). IOC World Bird List rozeznává 10 poddruhů s následujícím rozšířením:
- C. c. harrisoni Clancey, 1940 – Velká Británie kromě Skotska a Irska.
- C. c. chloris  (Linnaeus, 1758) – severní Skotsko, severní Francie, střední Evropa včetně Česka, od Norska po západní Sibiř.
- C. c. muehlei  Parrot, 1905 – Srbsko, od Černé Hory po Moldavsko, Bulharsko a Řecko.
- C. c. aurantiiventris  (Cabanis, 1851) – od jižního Španělska přes jižní Evropu až do západního Řecka.
- C. c. madaraszi  Tschusi, 1911 – Korsika a Sardinie.
- C. c. vanmarli  Voous, 1952 – severozápadní Španělsko, Portugalsko a severozápadní Maroko.
- C. c. voousi (Roselaar, 1993) – střední Maroko a severní Alžírsko.
- C. c. chlorotica  (Bonaparte, 1850) – od Turecka po Egypt.
- C. c. bilkevitchi  Zarudny, 1911 – jižní Ukrajina, Kavkaz a severovýchodní Turecko po severní Írán a jihozápadní Turkmenistán.
- C. c. turkestanica  Zarudny, 1907 – od jižního Kazachstánu po Kyrgyzstán a střední Tádžikistán.

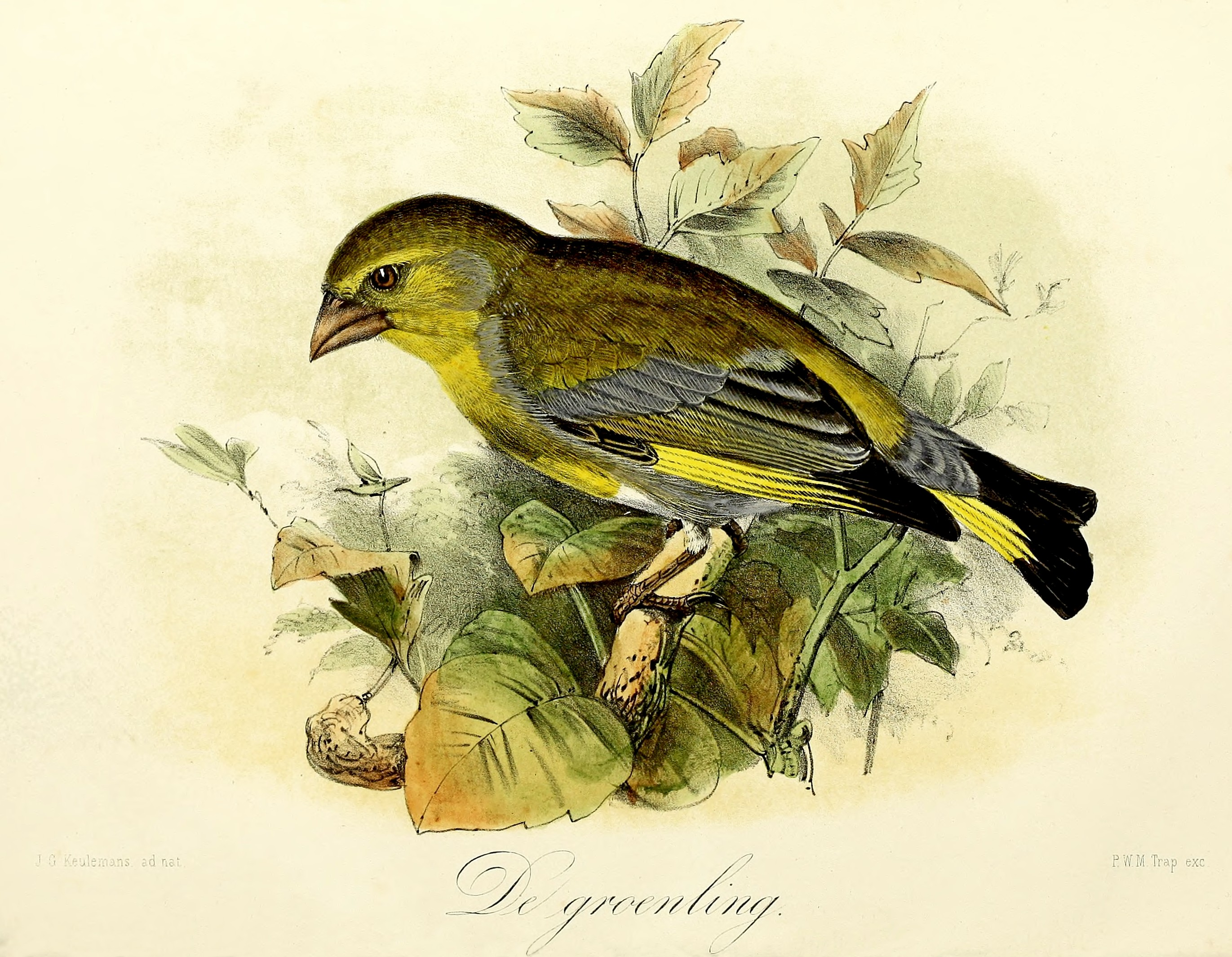
Ilustrace zvonka zeleného (John Gerrard Keulemans, 1869)

Zeměpisná proměnlivost se projevuje ve velikosti těla a odstínu opeření. Tyto rozdíly jsou sice patrné u poddruhů z protikladných konců areálu rozšíření, avšak u sousedních populací je proměnlivost natolik minimální, že některé zdroje rozeznávají jen čtyři poddruhy.
Český historický název zvonka zeleného je zvonek. V lidovém nářečí se označuje i jako zelenohlávek, zelenka, zvonec nebo zvoneček. Jméno zvonek i jeho starší podoba čvunče či cvunče je považováno za slovo onomatopoického (zvukomalebného) původu. Vzniklo patrně podle charakteru zpěvu zvonka zeleného, jenž bývá popisován jako zvučný, zvonivý až kovový. Jméno zvonek je předobrozeneckého původu.

## Popis
Tento středně velký pěnkavovitý pták dosahuje délky těla kolem 14,5–16 cm a váhy 17–34 g. Křídlo samce je dlouhé 82–91 mm, samice 82–85 mm. Běhák dosahuje délek od 17 do 19 mm, zobák 12–15 mm. Zvonek zelený je velký přibližně jako vrabec nebo pěnkava. Oproti nim má však zavalitější tělo, velkou hlavu a silný kuželovitý, masitě zbarvený zobák. Většina opeření hraje různými odstíny zelené od olivové na hřbetu po žlutozelenou na hrudi a kostřeci po šedozelené tváře a křídla. Dobrým rozpoznávacím znakem sedícího zvonka zeleného je žlutý lem ručních letek, v letu je dobře patrný žlutý lem po stranách kořene ocasu. Pohlavní dvojtvárnost v opeření je zřetelná.
| Švarně sice nevypadá, ale při tom není neobratný. Mimo dobu hnízdění žije dosti tiše, skrytě a nenápadně, ale zato, popadne-li ho to u srdce, nadělá hluku až dost, tuť je pak svým zpěvem a poletováním nápadný. Šikmo vzhůru se třepetaje, křídla vysoko zdvihá, jako holubi mnozí a za neustálého hlaholu opíše kruh a ponenáhlu se zase spouští na strom, odkud vzletěl. |
| Karel Kněžourek, Velký přírodopis ptáků se zvláštním zřetelem ku ptactvu zemí českých a rakouských |

Samec středoevropského poddruhu chloris je od temene přes hřbet olivově zelený. Kostřec je žlutozelený. Rýdovací pera jsou u kořene žlutá, na konci ostře přecházejí do černé. Střední pár rýdovacích per je černý v celé délce. Spodina je zelenožlutá, boky olivově zelené, dolní břicho a spodní krovky ocasní jsou šedobílé. Velké křídelní krovky jsou svrchu šedé, křidélko je žluté. Letky mají černé konce, vnější prapory ručních letek utváří žluté pole, které je patrné hlavně při složení křídla. Samice je na svrchní straně těla šedohnědá, velké křídelní krovky jsou svrchu nahnědlé. Rýdovací pera samic jsou u kořene žlutá a plynule přecházejí do tmavě šedé. Samičí křidélko je tmavě hnědošedé až černošedé se žlutým lemem. Duhovky dospělců jsou tmavě hnědé. Masitě zbarvený zobák má našedlou špičku, na podzim se barví do světle růžovošedé. Nohy jsou na jaře masité, jemně načervenalé; na podzim se barví do hnědošeda. Drápy jsou černé. Populace z jižních oblastí mají větší, silnější zobáky.
Mladí ptáci na první pohled připomínají dospělou samici, avšak jejich opeření je více hnědošedé na hlavě, lících, šíji a hřbetu s patrným tmavě rozpitým čárkováním. Spodní strana těla nedospělců je bledě žlutohnědá až hnědošedá, na hrudi, břichu a bocích tmavě čárkovaná. Duhovky nedospělých ptáků jsou šedohnědé. Šat 1. roku má výrazně opotřebovaná rýdovací pera a lem na křídlech není tak výrazně žlutý jako u dospělců. Zobák je slonovinový s bledě masitým kořenem spodní čelisti. Šat 2. roku má zakulacená rýdovací pera a jejich opotřebení není tak výrazné jako u šatu 1. roku.

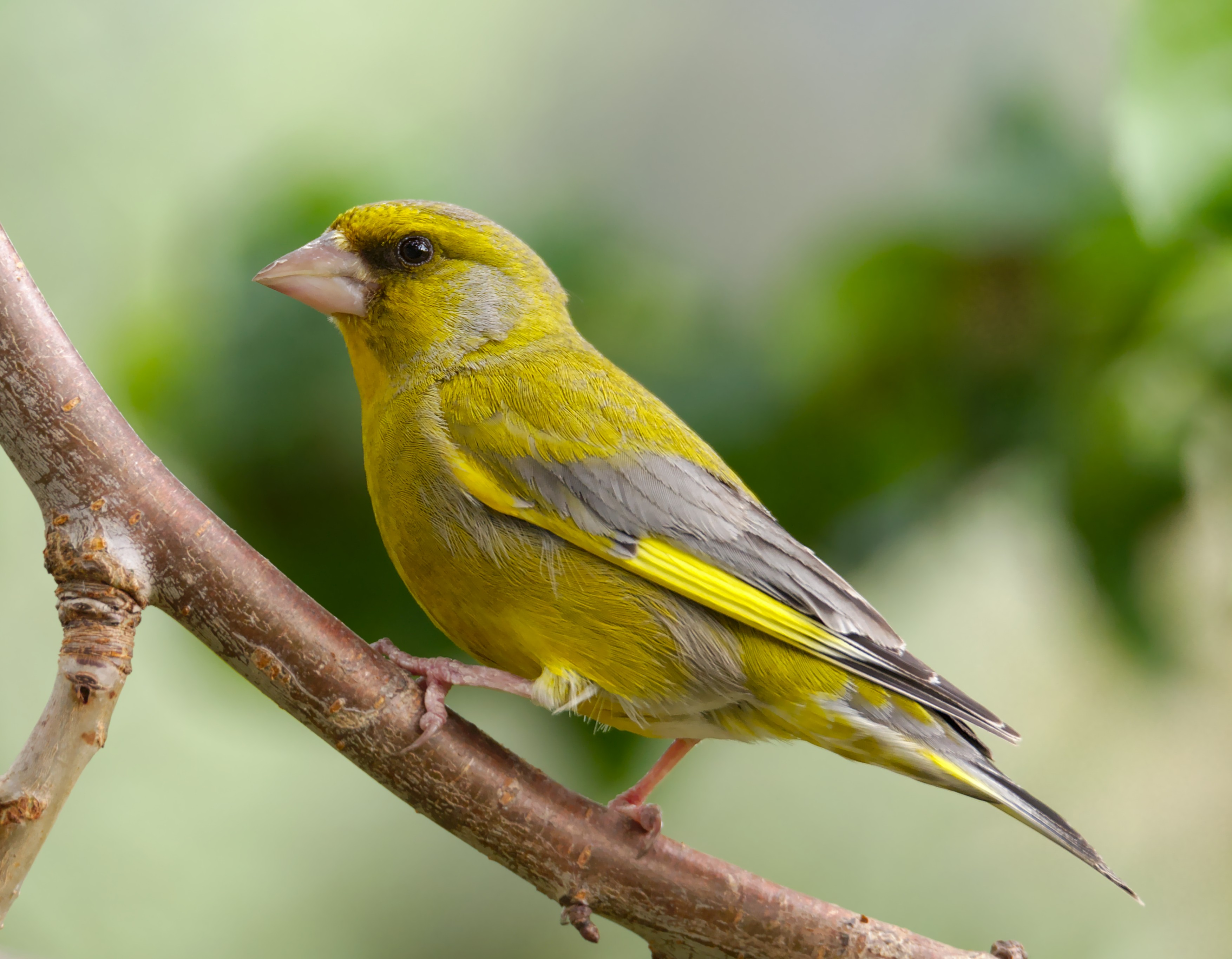
Samec (Německo)
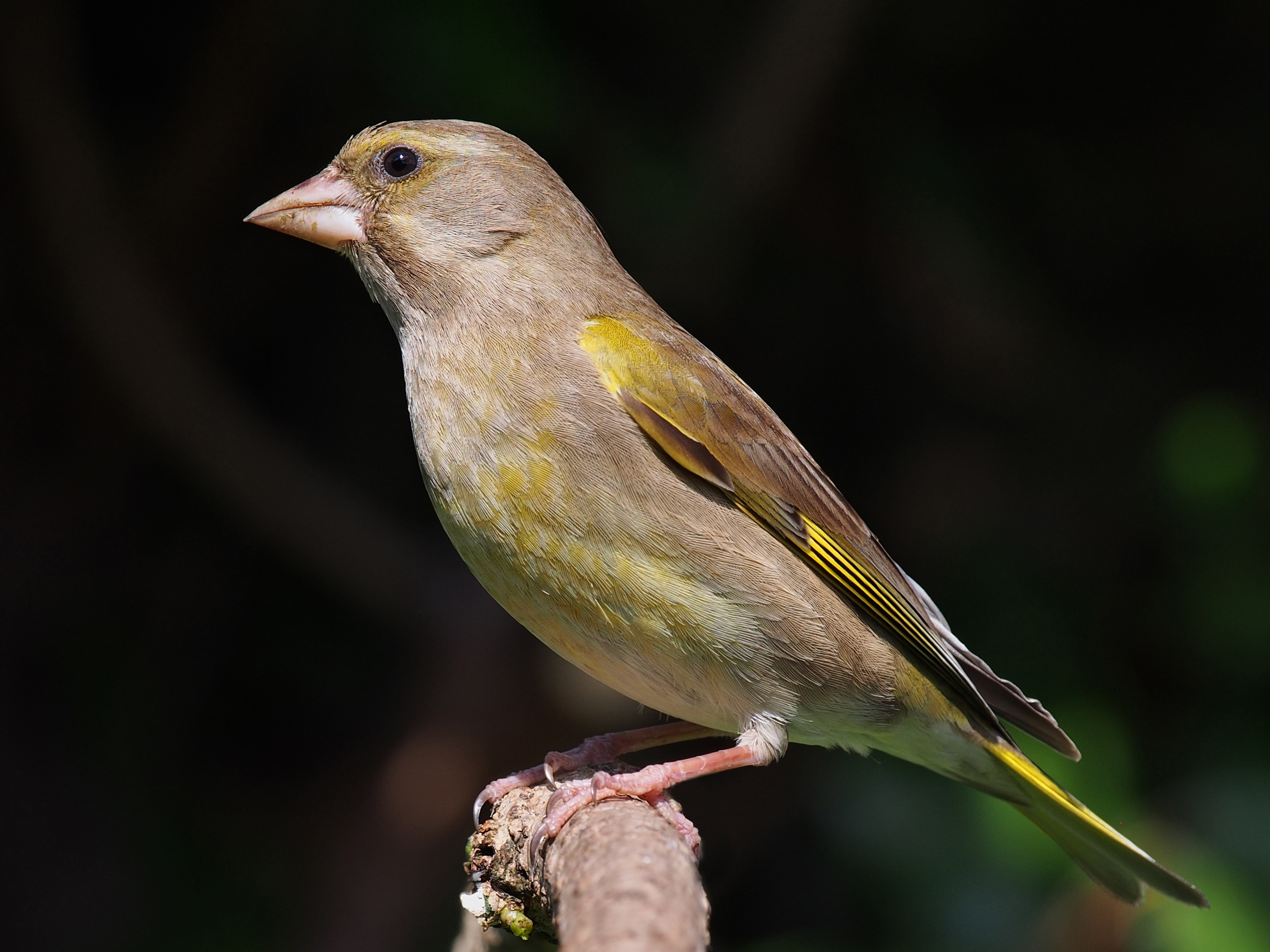
Samice (Anglie)
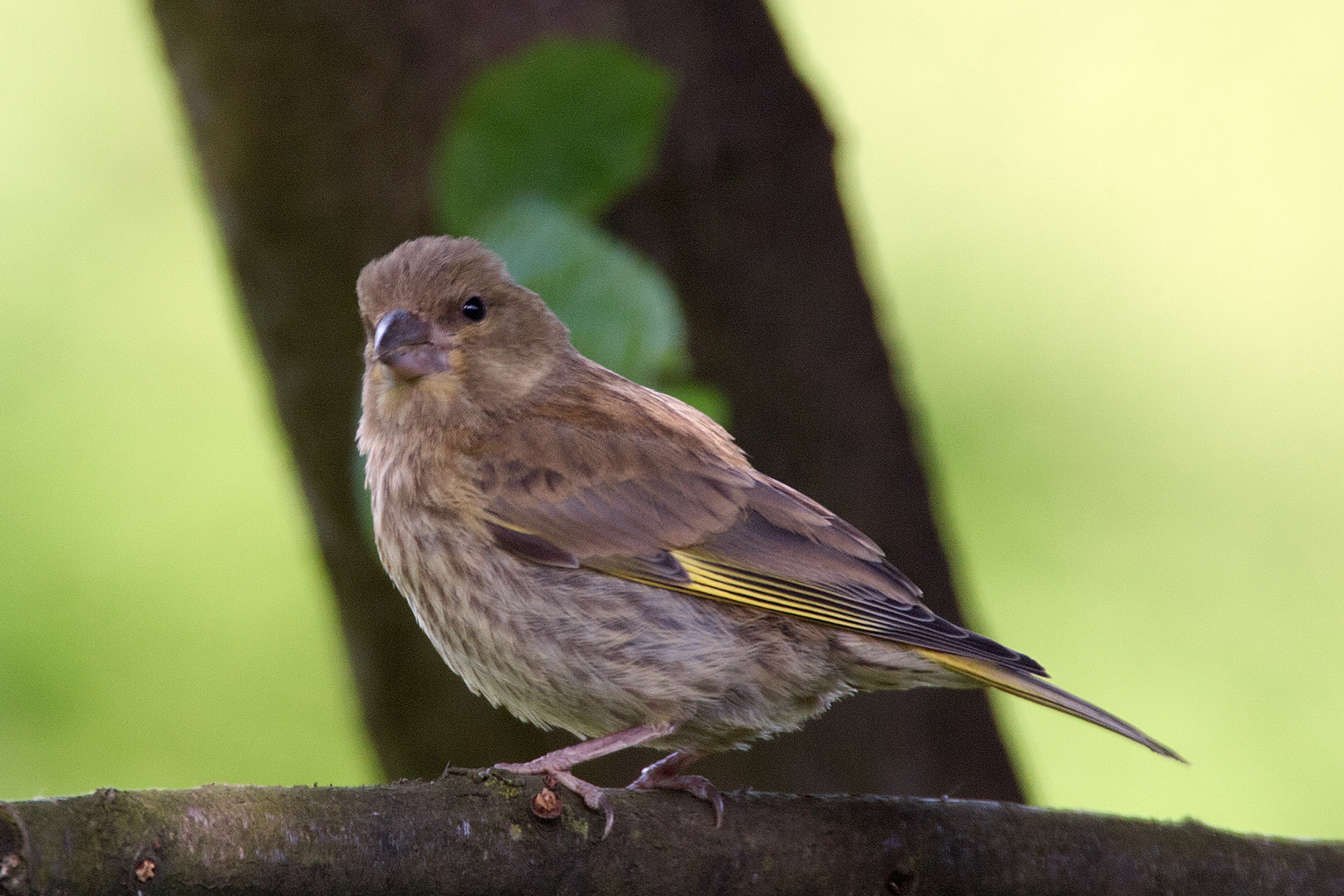
Nedospělý jedinec (Polsko)

## Výskyt

### Areál rozšíření a početnost

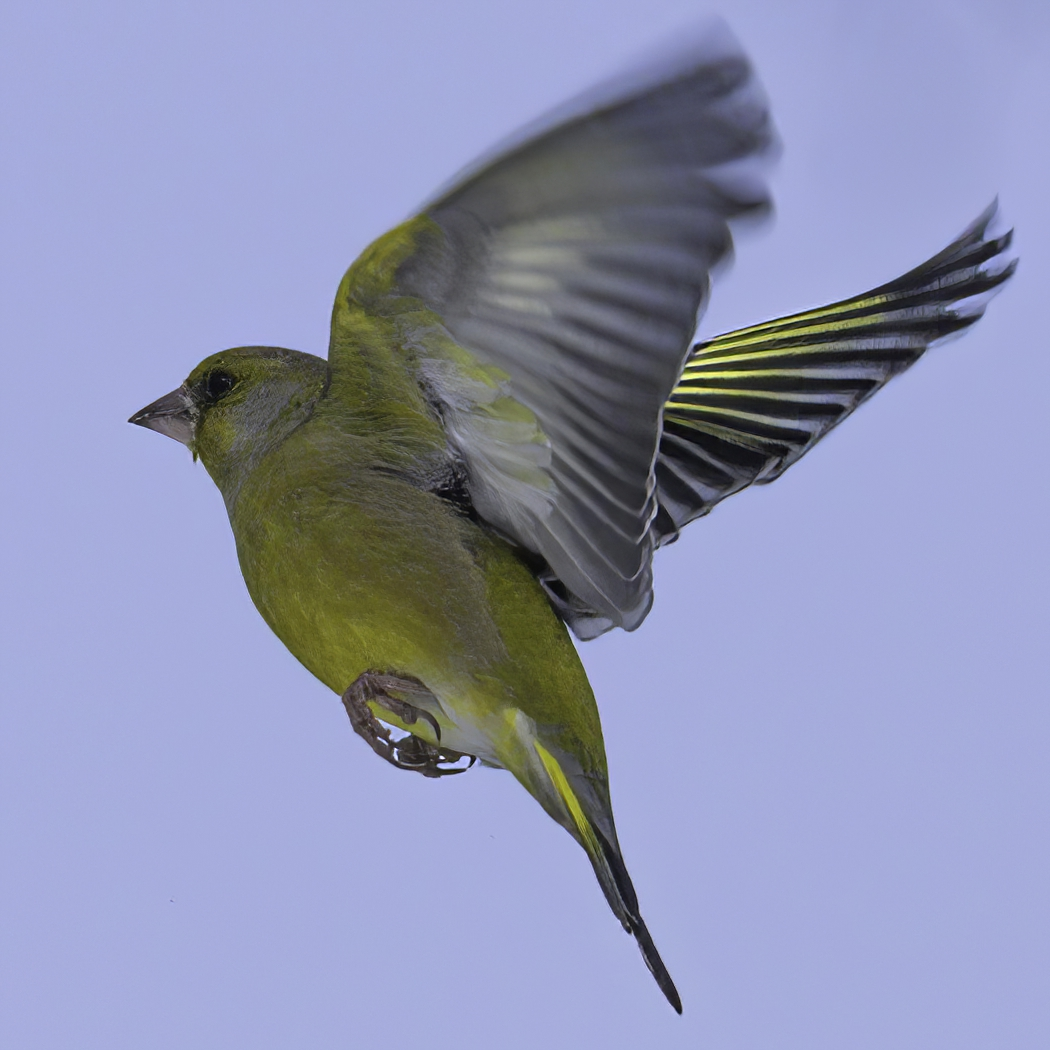
Zvonek zelený v letu (Švédsko)

Hnízdí téměř na celém území Evropy s výjimkou severní Skandinávie, Islandu, severozápadního Ruska a severních břehů Černého a Kaspického moře. Svým areálem rozšíření zasahuje i na Madeiru a Kanárské ostrovy a do severní Afriky, kde obývá hlavně Maroko, Alžírsko a Tunisko, odkud se areál výskytu táhne v roztroušených populacích až po Egypt. Hnízdí i na Blízkém východě včetně Izraele, Sýrie a Saúdské Arábie, odkud se areál výskytu vine dále na východ až po severní Írán, jižní Turkmenistán, jižní Kazachstán, Uzbekistán, západní Kyrgyzstán a střední Tádžikistán. Zimní populace mají o něco širší areál výskytu zasahující do severní Skandinávie, hlouběji do severozápadního Ruska, do Afghánistánu a na Sinajský poloostrov. Zvonek zelenavý byl úspěšně introdukován na Azory, severovýchodní Argentiny, Uruguaye, jižní Austrálie, včetně Tasmánie, i na Nový Zéland včetně Chathamských ostrovů. K introdukci na Nový Zéland došlo mezi lety 1862–1868 britskými aklimatizačními spolky (Acclimatisation Societies), což byly dobrovolnické organizace zakládané v průběhu 19. a 20. století, jejichž cílem bylo introdukovat evropské druhy do britských kolonií i mimo ně.
Vyskytuje se na různých stanovištích v subpolárních, mírných i subtropických oblastech. Obývá hlavně opadavé a smíšené lesy, lesní okraje, holiny i mláze, plantáže, sady, parky nebo zahrady. Běžně se vyskytuje v městském prostředí. Středoasijské populace jsou častými obyvateli pouštních okrajů a oáz, polopouští, lesů v předhůří hor i jalovcových mlází a křovin. Zimní stanoviště zvonků zelených tvoří ještě navíc močály a mořské pobřeží. Typicky se vyskytují do 1400 m n. m., v Alpách a Střední Asii stoupají až do 2000 m n. m.
Evropská populace byla v roce 2015 odhadnuta na 21,6–33,1 milionu párů, což představuje asi 43,2–66,1 milionu dospělců. Evropská populace představuje kolem 90 % globální populace, takže celková populace se zcela orientačně odhaduje na 48–74 milionů dospělých jedinců.

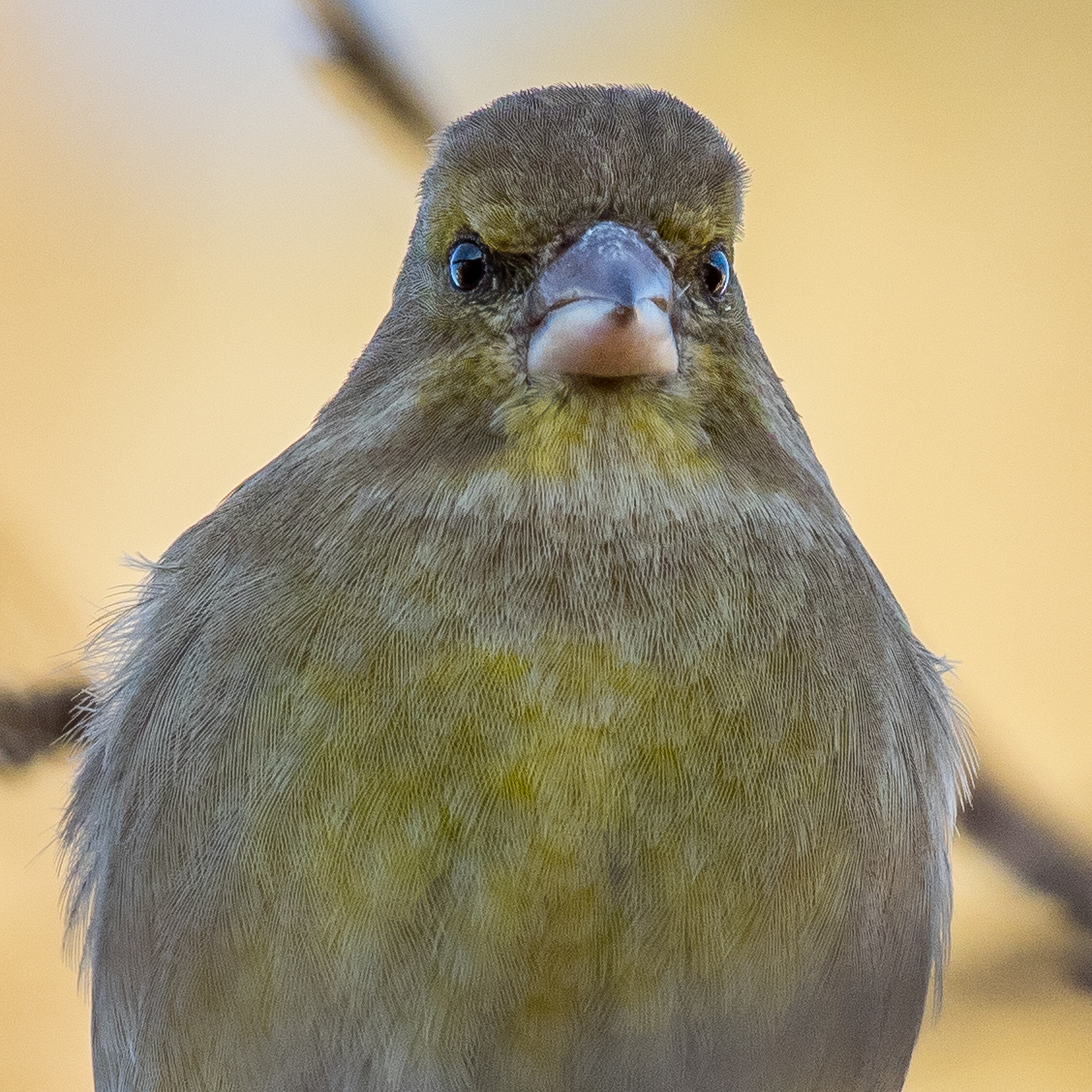
Zvonek zelený a typickým nabručeným výrazem (Švédsko)

### Tah
Jedná se o částečně tažný druh. Na většině svého areálu rozšíření je stálý. Tažné jsou populace ze severních oblastí, především ze severu Skandinávie a Ruska, které na zimu táhnou do jižnějších končin. Se snižující zeměpisnou šířkou tendence k tahu ubývá. Populace z jižního Norska táhne do Skotska, zvonci ze Švédska často migrují do Dánska, a část dánských zvonků zase táhne do Beneluxu, Německa i Francie. Podíl migrující populace může každoročně kolísat v závislosti na počasí a potravní nabídce, na které závisí i hnízdní úspěšnost. Může se tak stát, že jedinec jeden rok tráví zimu v jižní Evropě, další rok nemigruje vůbec a třetím rokem změní lokalitu zimoviště.
K tahu dochází v hejnech ve dne i v noci. Podzimní tah nastává od konce září do listopadu, na jaře zvonci zelení táhnou od poloviny března do konce dubna. Zatoulaní jedinci byli pozorováni mj. na Islandu a Faerských ostrovech. Na Britských ostrovech je zvonek zelený v zimě vysoce potulný a může se přesouvat na dlouhé vzdálenosti v reakci na potravní nabídku.

### Česko

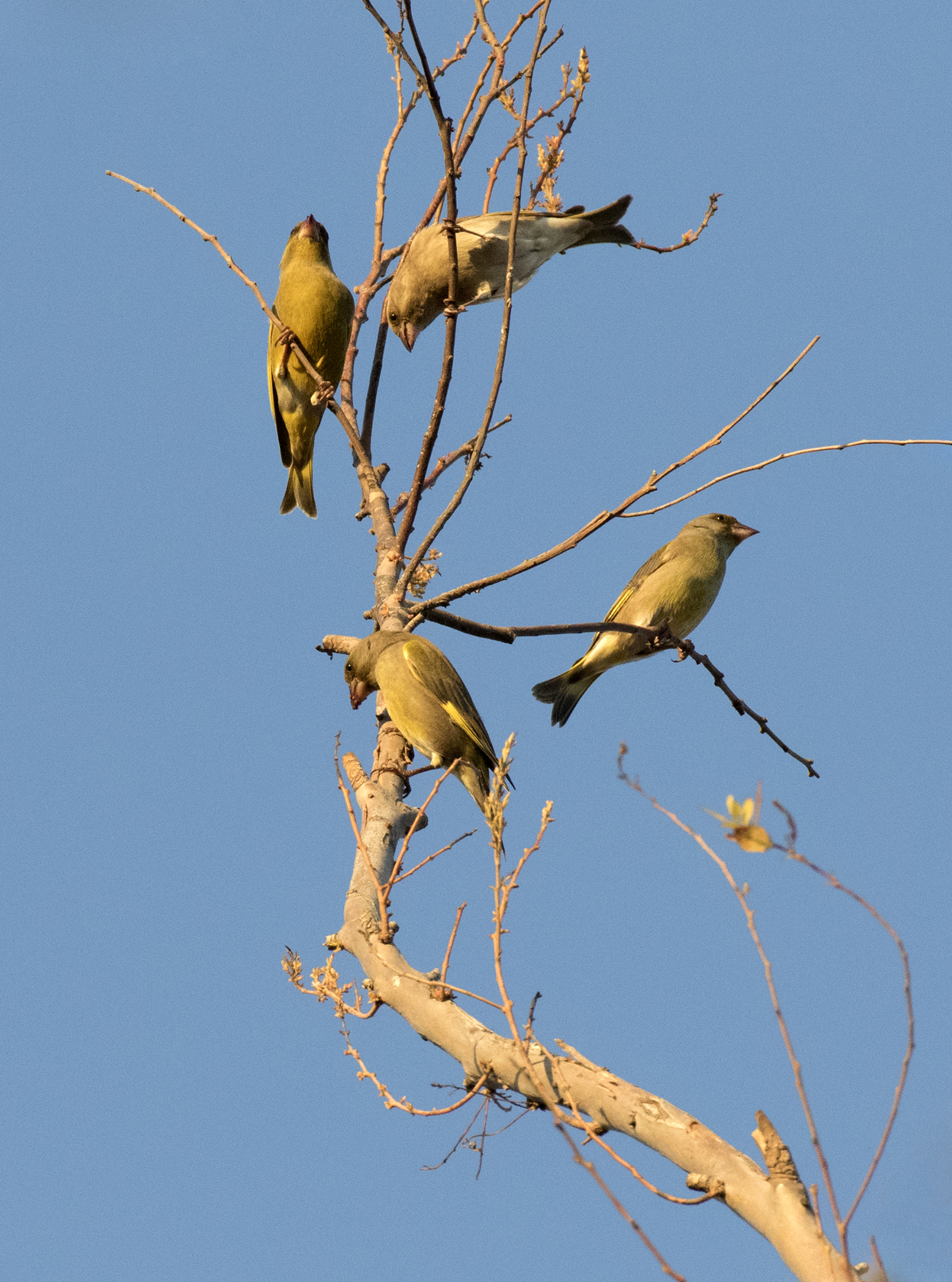
Skupinka zvonků zelených (Turecko)

V Česku se jedná o hojného pěvce s celoplošným výskytem. O něco častěji se vyskytuje v teplotně příhodnějších nížinách, avšak běžně vystupuje i vysoko do hor. Na Šumavě byl zvonek zelený zaznamenán v nadmořské výšce 1300 m n. m., v Krkonoších dokonce v 1430 m n. m. (Úpské rašeliniště). K nejvýše položeným potvrzeným hnízdištím patří hnízdo na Horské Kvildě v 1040 m, na krušnohorském Božím Daru v 1025 m nebo v Orlických horách v 1000 m n. m. V městském prostředí se hustota hnízdišť běžně pohybuje kolem 10 párů na hektar. Stanoviště českých zvonků tvoří otevřená krajina s rozptýlenými stromy a keři, lesní okraje, remízky i sady. Běžně se vyskytuje v městském prostředí, kde hnízdí v parcích, na hřbitovech, v zahradách a občas i v lidských sídlech. V době mimo hnízdění se shlukuje do hejn, která se často mísí s jinými druhy ptáků a společně se objevují na polích. Většina populace českých zvonků je stálá a zimu tráví do 10 km od svých hnízdišť. Asi 80 % dospělých a kolem 40 % mladých českých zvonků netáhne. Ti ostatní táhnou jižním až jihovýchodním směrem do jižního Německa, Švýcarska, severní Itálie, Slovinska a Chorvatska. Výjimečný je záznam českého zvonka z Řecka.
Zvonek zelený kdysi patřil k nejhojnějším ptákům Česka, avšak do českého městského prostředí se patrně rozšířil až ve 2. polovině 19. století. Ještě v letech 1985–89 byla početnost českých zvonků zelených odhadnuta na 500 000–1 milion hnízdních párů. V letech 2001–2003 byl tento odhad snížen na 450 000–900 000 párů a během sčítání v letech 2014–2017 byl celkový počet dále ponížen na 400 000–800 000 párů. Od té doby početnost druhu na území Česka každoročně významně klesá. Podle Jednotného programu sčítání ptáků dochází ke strmému poklesu hlavně po roce 2010. Mezi lety 2010–2022 z Česka vymizelo kolem dvou třetin zvonků zelených. V Červeném seznamu (2003 i 2017) je zvonek zelený nicméně zařazen jako druh „LC – málo dotčený“.

## Biologie a chování

### Chování
V zimních měsících se zvonci sdružují do různě velkých hejn až o několika tisících jedincích. Tato hejna se nezřídka mísí s jinými druhy ptáků, jako jsou konopka obecná (Linaria cannabina), vrabec polní (Passer montanus), strnad obecný (Emberiza citrinella) nebo strnad rákosní (Emberiza schoeniclus). Zvonka lze zahlédnout jak na zemi, tak na stromech a v křoví. Létá poměrně rychle v mělkých vlnovkách. Hřaduje v hejnech, s oblibou ve stálezelených živých plotech. Je velmi častým návštěvníkem krmítek, kde s oblibou požírá různé druhy semen, zejména arašídů. Alfred Brehm popsal chování zvonka zeleného v roce 1888 takto:
Za dne vídáme jej hlavně na zemi, kde sbírá všeliká semena. Hrozí-li mu nebezpečenství, prchá ke kterémukoliv nejbližšímu stromu a skryje se v koruně. Jak neohrabaným se zdá, právě tak čilým a rychlým jest. Sedě drží tělo obyčejně vodorovně a má peří načechráno; ale často vzpřimuje se a peří má tak hladce přilehlé, že ho hrubě ani nepoznáváme. Chodě hopkuje, ale ne neobratně; létá dosti snadno a obloukem, poněvadž křídla brzo mohutně rozepíná, brzo zase velmi vtahuje; než usedna, vždy se vznáší.
Život zvířat, str. 323

### Hlas
Zvonek zelený se ozývá celoročně různými typy hlasů, kterými se projevuje za letu i z vyvýšeného místa. Zpívání začíná s příchodem období hnízdění, často již v prosinci. Pravidelně zpívá od poloviny února do konce července a utichá v srpnu. K nejintenzivnějšímu zpívání dochází od poloviny února do poloviny dubna. Zvonek zpívá zvonivé, dlouho trvající písně. V jarních měsících se ozývá téměř neustále a pokud nezpívá, je slyšet alespoň jeho vábení. Na zpěvu jsou nápadné měkce znějící zvonivé motivy. Typickým znakem jsou řady tónů, v nichž znějí slabiky „lilili“. Jestliže se rozezpívá, zpívá vytrvale, někdy až do soumraku. Občas připomíná cvrčení kanárka. Dungel a Hudec uvádějí časté ozývání, zvučný hlas, vábení „teu teu teu týýý“ a zpěv „djul-dzirrr-dzidzidzi“, přičemž sameček zpívá často v netopýřím krouživém letu.

### Potrava

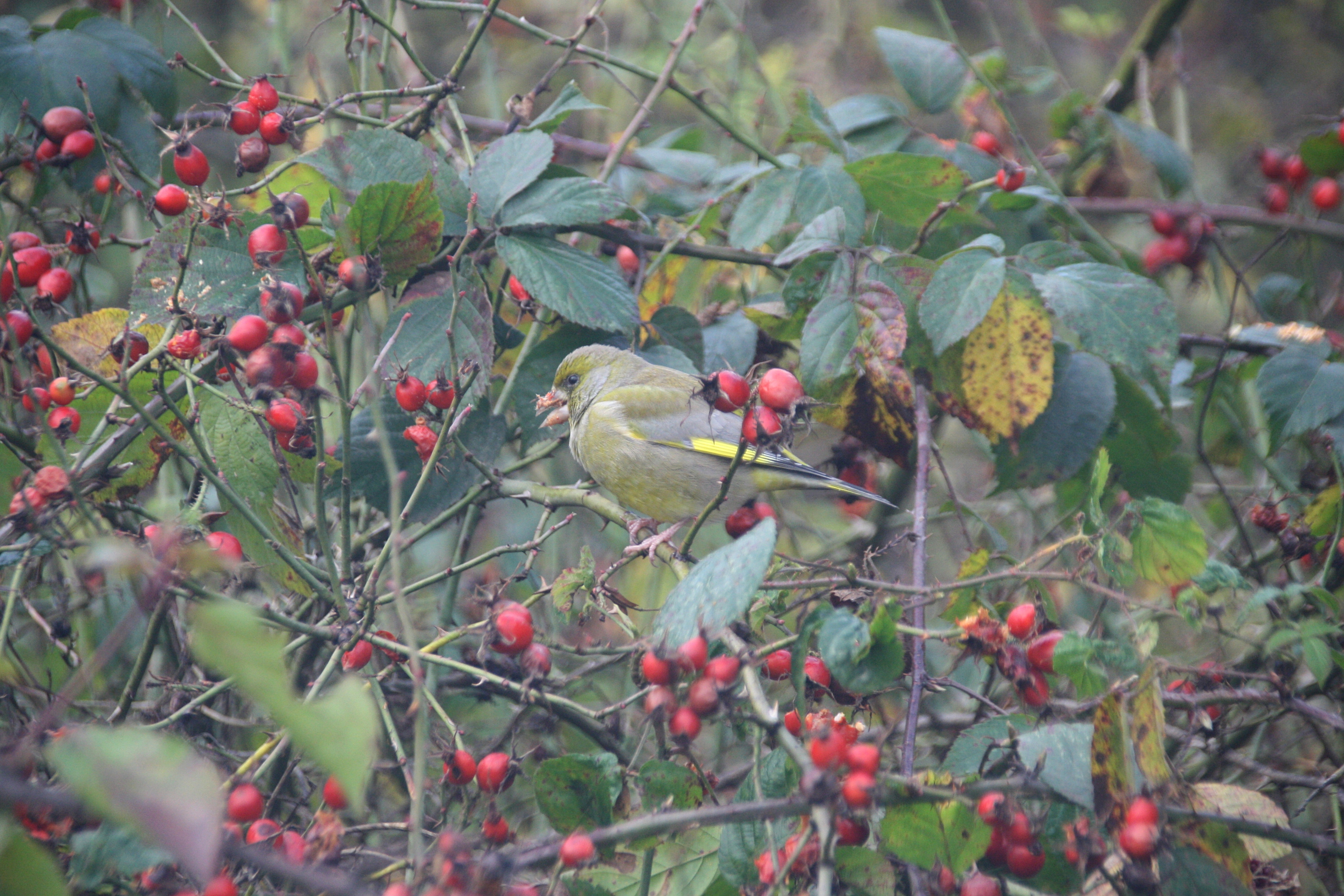
Zvonek zelený při krmení na šípcích

Živí se především rostlinnou stravou, hlavně semeny. Méně často požírá i další rostlinné části, jako jsou květy, listy, bobule a další plody. Z širokého zástupu pojídaných stromových semen lze jmenovat borovici, modřín, smrk, jalovec, břízu, vrbu, lípu, olši, jasan, šeřík, kalinu nebo jabloň, hrušeň a jeřáb. Z plevelů, bylin a kulturních plodin požírá např. semena řepky, slunečnice, obilí, chmele, jahodníku, ostružiníku, vikve, svízele, vratiče, ptačince, rožce, hvozdíku, lebedy, šťovíku nebo kokošky. Na jaře požírá také pupeny listnatých stromů. Výjimečněji loví i bezobratlé živočichy, kterými občasně může krmit ptáčata na hnízdě. K těm patří pavouci, mšice, blanokřídlí, dvoukřídlí, brouci, nebo housenky i dospělce motýlů. Studie z východního Španělska nicméně seznala, že tamější ptáčata zvonků jsou krmena mšicemi jen minimálně i přes jejich snadnou dostupnost, z čehož se zdá, že příkrm ptáčat bezobratlými živočichy je při nejmenším ve východním Španělsku spíše náhodný než cílený. Zvonci v zajetí na krmítkách požírají i arašídy; v průměru 6,5 g arašídů denně.

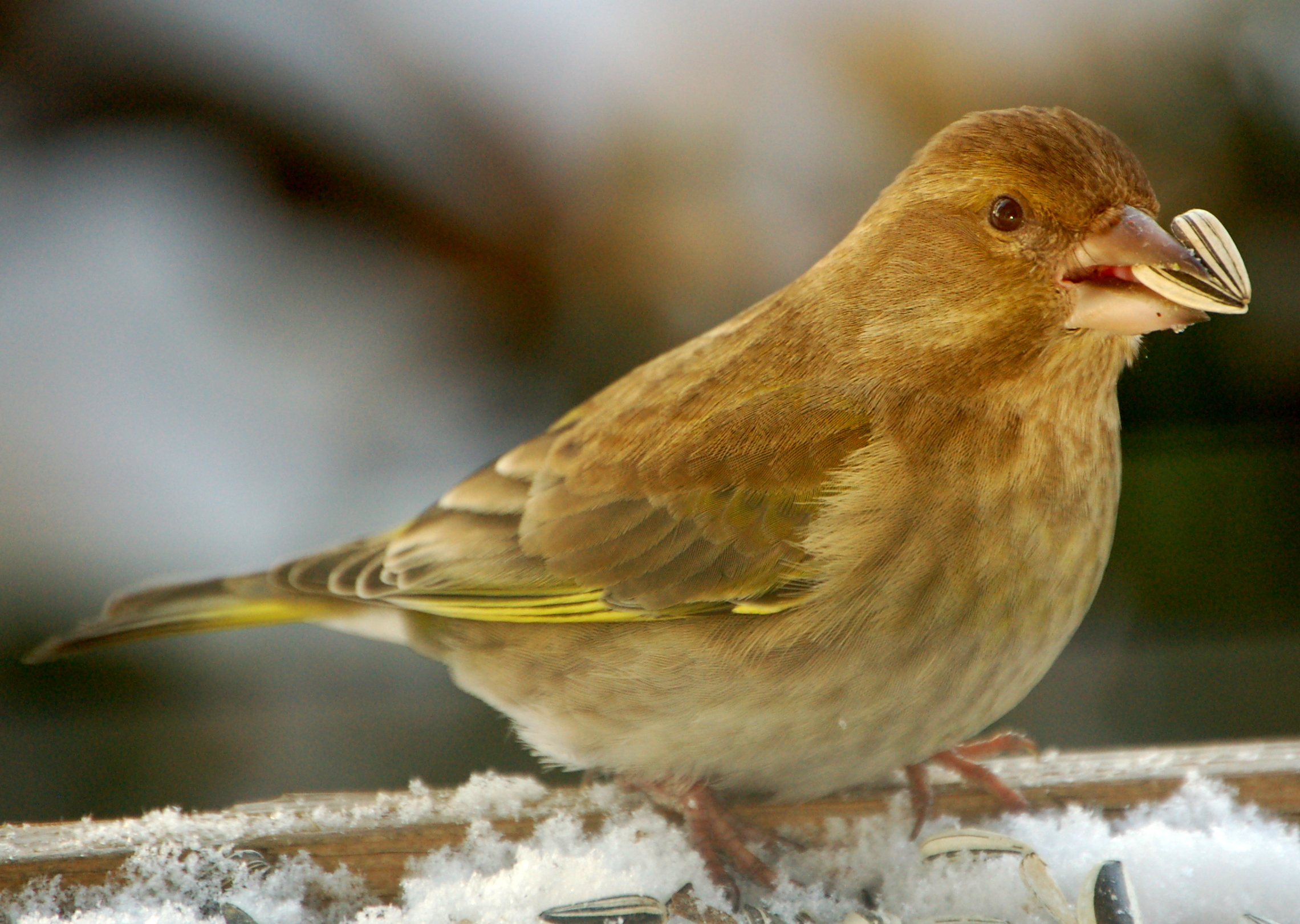
Zvonek zelený se semenem

Zvonci zelení nacházejí potravu na zemi nebo větvích keřů a stromů ve všech stromových patrech. Výjimečněji se po potravě shání na polích a zaplevelených plochách, které zvonci navštěvují v hejnech po vyhnízdění. V zimě se zvončí hejna shromažďují také u smetišť a hnojišť. Zvonci se mohou krmit v různých pozicích, po stromech a keřích mohou sbírat semena vzhůru nohama. Plody si někdy mohou přidržovat nohama. Semena pomáhá drtit statný zobák. Konkrétní složení jídelníčku je vysoce závislé na potravní nabídce a např. zvonci z východního Španělska se živili úplně jinými semeny než zvonci z Velké Británie.

### Hnízdění

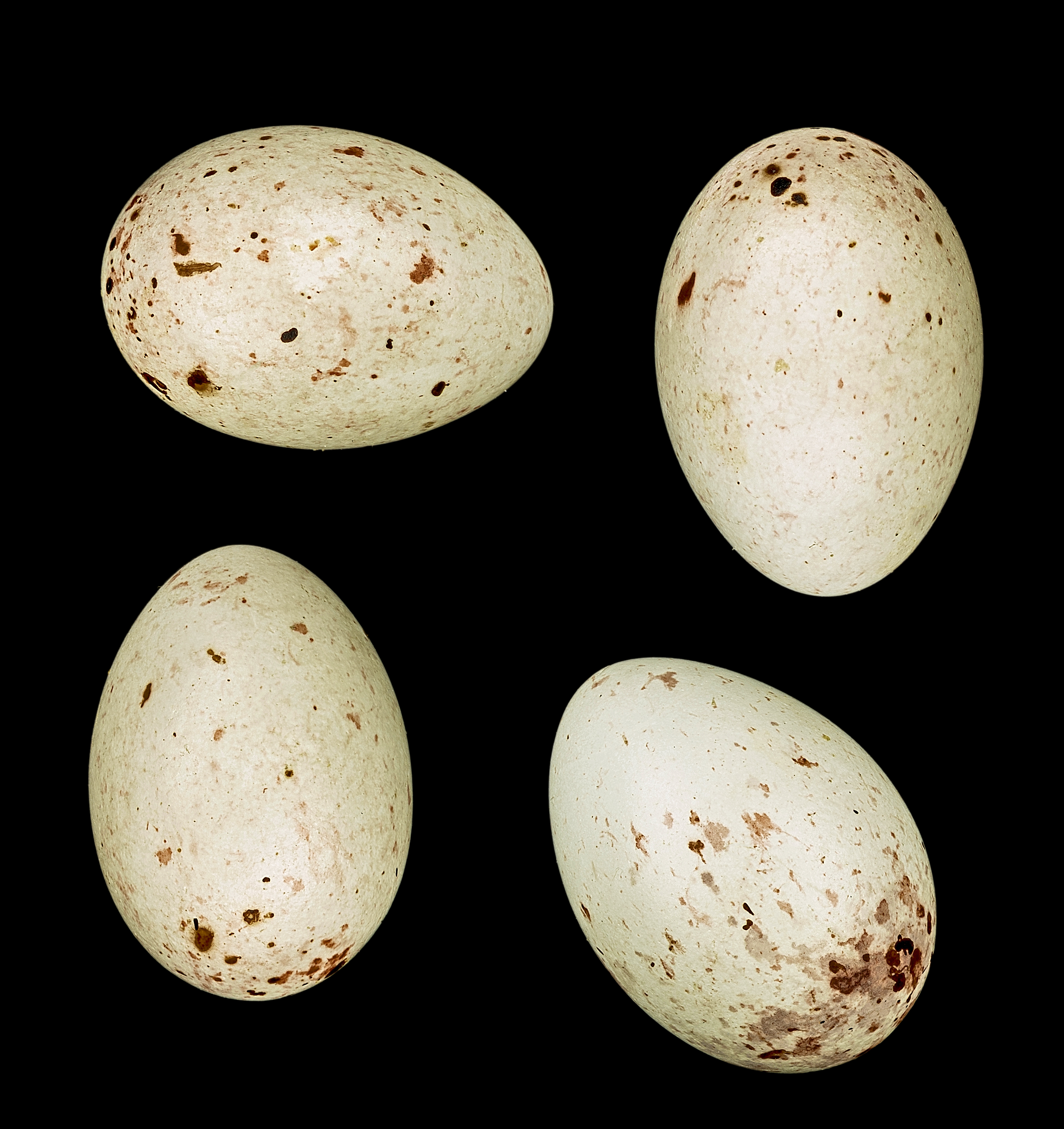
Vejce zvonka zeleného

Zvonek zelený utváří převážně monogamní svazky, které trvají jedno nebo více hnízdních období. Známé jsou i svazky polygamní, ve kterých měl samec až pět samic. Hnízdní samostatně nebo ve volně uspořádaných koloniích s hnízdy do vzdálenosti 1,5 m od sebe. K zahnízdění dochází nejčastěji od poloviny března do poloviny srpna. V Česku nastává vrcholná doba hnízdění v dubnu a květnu. Nejčastěji zahnizďuje dvakrát do roka, občas jednou a výjimečně i třikrát. Ke snášení druhé snůšky dochází asi 14 dní po vyvedení mláďat z první snůšky.
Párování začíná na přelomu února a března, v případě teplého počasí ještě o něco dříve. V tomto období začínají samci obsazovat hnízdní okrsky, hlasitě zpívat a předvádět nápadné „netopýří lety“, během kterých se prolétávají v kruzích za nepravidelného máchání křídel a hlasitého zpěvu. Samci zpívají z vyvýšených míst vysoko v korunách stromů s nataženým tělem, nahoru napřímenou hlavou a vibrujícím ocasem a křídly.

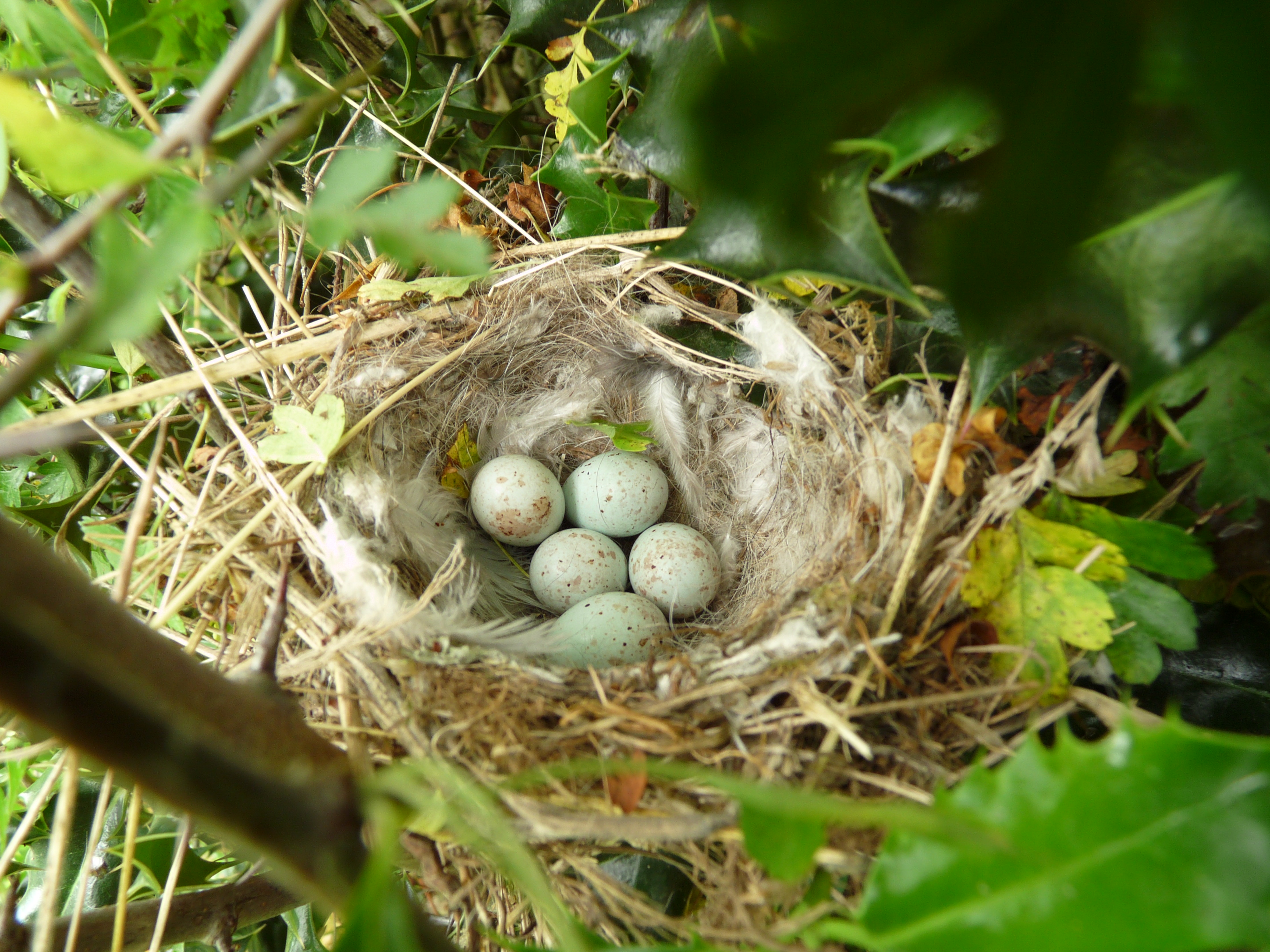
Hnízdo zvonka zeleného se snůškou

Během námluv samec nahání samici a krouží nad ní, roztahuje křídla i ocasní pera, aby tak dal na odiv své sytě žluté lemy. Množství žluté na opeření slouží jako indikátor tělesné zdatnosti, resp. schopnosti odolat parazitárním infekcím. Žluté zbarvení způsobují karotenoidy, což jsou přírodní barviva získávaná z potravy, které mj. přispívají ke správné funkci imunitního systému. Samci se sytějším zbarvením opeření vyhrávají souboje o samice, mají dominantní postavení v rámci hejna a samice si je častěji vybírají za partnery. K dalším námluvním prvkům samce patří donáška hnízdního materiálu před samici. Součástí námluv může být dotýkání zobáky nebo krmení samice samcem.
Stavbu hnízda zajišťuje pouze samice. Vzácněji ji samec doprovází při shánění hnízdního materiálu nebo se připojí s vystýláním hnízdní kotlinky. Hnízdo šálkovitého tvaru bývá umístěno v křoví nebo na stromě, typicky u kmene stromu nebo ve vidlici silných větví. Většina hnízd bývá umístěna poměrně nízko nad zemí do výše kolem 2–5 m. Vnější průměr hnízda se pohybuje kolem 11 cm, výška bývá kolem 8 cm. Hnízdní kotlinka mívá průměr kolem 6 cm a hloubku 4 cm. Zatímco hnízdo je sestaveno ze suchých větviček, kořínků, stébel trávy a listů, kotlinka je vystlána mechem, chlupy, peřím a jemnými stébly trav.

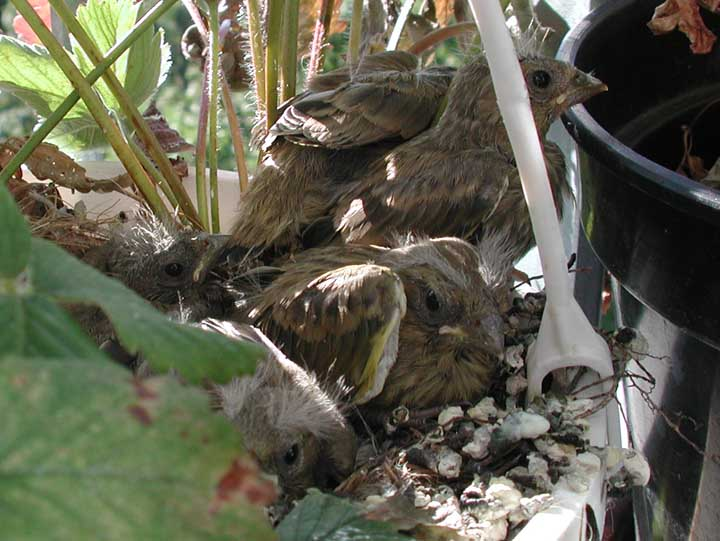
Mláďata na hnízdě

Snůška obsahuje 4–6 špinavě bílých, namodralých až mírně žlutohnědých vajec s matnými načervenalými až nafialovělými skvrnami a tečkami. Občas jsou přítomny i tmavé vlnovky. Vejce mívá rozměr kolem 20×15 mm a hmotnost kolem 2 g. Na vejcích sedí pouze samice po dobu 11–15 dní. Samec ji během sezení krmí. O novorozená ptáčata se na hnízdě starají oba rodiče po dobu kolem 14–18 dní. Rodiče krmí ptáčata potravou částečně natrávenou ve voleti a k přikrmování dochází dalších několik dní až dva týdny po opuštění hnízda. K pohlavní dospělosti dochází v prvním roce života. Může se dožít nejméně 12 let.
Hnízdní úspěšnost je ovlivňována hlavně predací a počasím. K hnízdním predátorům patří kočky, lasicovité šelmy, hlodavci včetně veverky obecné a myšice lesní, nebo krkavcovití a rackovití ptáci.

## Ohrožení
Z globálního pohledu se jedná o málo dotčený druh se stabilní populací, nicméně v řadě zemí druh zažil významné populační propady. Za hlavní příčinu těchto poklesů se považuje trichomonóza, tj. infekční onemocnění horní části trávicího traktu. Infekci způsobuje parazitický prvok bičenka drůbeží (Trichomonas gallinae). Tento parazit má celosvětové rozšíření a primárně napadá dravé a měkkozobé ptáky, u kterých může způsobovat různé druhy nemocí v závislosti na patogenitě kmene. U pěnkavovitých však bičenka drůbeží začala způsobovat trichomonózu, která se poprvé významně projevila v roce 2005 ve Velké Británii. V následujících dvou letech nabylo rozšíření trichomonózy na Britských ostrovech u pěnkavovitých epidemických rozměrů. Odhaduje se, že v Anglii tehdy uhynulo kolem 35 % hnízdní populace zvonků zelených a kolem 20 % pěnkav obecných (Fringilla coelebs). Odhadem na Britských ostrovech tehdy pošlo kolem 500 000 zvonků zelených. Po Velké Británii se choroba záhy objevila v Německu a Francii, a v roce 2012 dorazila i do Rakouska, Slovinska a Česka.

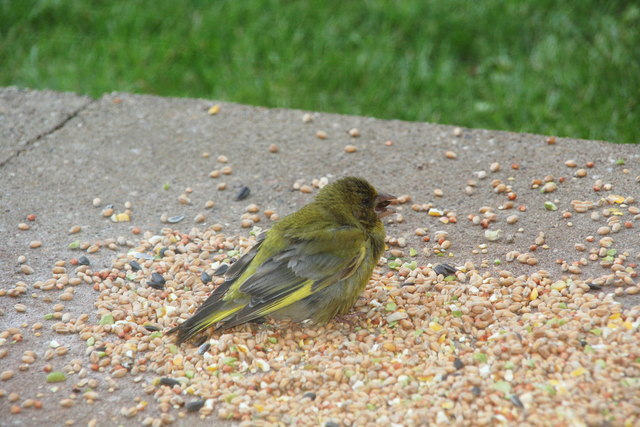
Načepýřený zvonek trpící trichomonózou

Bičenka způsobuje rozsáhlé záněty zadní části ptačí ústní dutiny, zejména jícnu a volete. Postiženým ptákům se zduří sliznice a je jim znemožněno polykání, takže postupně slábnou a do několika dní umírají hlady. Obecné a zjevné známky onemocnění jsou netečnost, vyhublost, neupravené a načepýřené peří nebo ztížené dýchání. Z divoce žijících pěvců je nejcitlivější právě zvonek zelený a pěnkava obecná, ale vnímaví k nákaze jsou také vrabci, čížek lesní, stehlík obecný nebo hýl obecný. Bičenka sice nedokáže dlouho vydržet na vzduchu, avšak v případě potřísnění semene nákazou může k přenosu nemoci poměrně snadno dojít v místech společných krmišť zvonků. Takovým typickým místem jsou ptačí krmítka, pročež se této nemoci přezdívá krmítková nákaza.
Pokud se v okolí krmítka nebo napajedla objeví uhynulý nebo viditelně nemocný pták, doporučuje se krmení a napájení přerušit minimálně na dva týdny, v létě na měsíc (nebo přikrmování zrušit, v létě se nemoc šíří snadněji). Krmítka a napajedla je třeba vyčistit a nechat vyschnout. Bičenku drůbeží ničí jakýkoli dezinfekční prostředek, nízké pH včetně mírného okyselení (např. octem) a vyschnutí; nepřežije ani v horké vodě. Ptačí napajedla je třeba preventivně jednou za čas vypustit, vyčistit a nechat vyschnout. Onemocnění není přenosné na člověka.

## Vztah k lidem
Zvonek vystupuje v mýtech a bájesloví jen minimálně. Známá je starořecká báje o devíti dcerách makedonského krále Piéra, které vyzvaly Múzy ve zpěvu. Dcery prohrály, a za neuznání své porážky byly proměněny v ptáky; jedna z dcer jménem Chlóris byla proměněna ve zvonka. O zvonku se zmiňuje i Aristotelés ve své Historii zvířat. Ve středověké Evropě byly pokoje dam na královských dvorech doplňovány o klece místních ptáků, k nimž běžně patřil i zvonek zelený.
Ornitologové vyhlásili zvonka zeleného Ptákem roku 2022. Rozhodnutí České společnosti ornitologické má upozornit na to, že ptáci, kteří jsou považováni za všudypřítomné, nemusí být běžní nastálo.